# Beleg van Damietta (853)
Het Beleg van Damietta  vond plaats in 853 en was een onderdeel van de Byzantijns-Arabische oorlogen.

## Achtergrond
Het Byzantijnse Rijk had rond 827 de eilanden Sicilië en  Kreta verloren aan het Arabische Rijk. Vooral Kreta was een uitvalbasis voor piraterij in de Middellandse Zee. Verschillende pogingen om het eiland te heroveren, waren mislukt. Uit de havenstad Damietta in Egypte werden grote hoeveelheden wapens en voorraden verscheept voor het emiraat Kreta. De opzet was de toevoerlijn af te snijden.

## Beleg
De Byzantijnse vloot arriveerde op 22 mei 853 in Damietta. Het stadsgarnizoen was afwezig want de gouverneur Anbasah ibn Ishaq al-Dabbi had een feest georganiseerd ter gelegenheid van de dag van Arafat in de stad Fustat. De onverdedigde stad werd twee dagen lang geplunderd en vervolgens in brand gestoken door de Byzantijnse troepen. De Byzantijnen voerden zo'n zeshonderd Arabische en Koptische vrouwen weg, evenals grote hoeveelheden wapens en andere voorraden bestemd voor Kreta. De vloot zeilde daarna verder naar het oosten, viel het sterke fort van Ushtun aan en vernietigden de vele artillerie- en verdedigingsmachines voordat ze naar huis terugkeerden.

## Vervolg
De Byzantijnen keerden terug en vielen Damietta opnieuw aan in 854. Een andere inval vond mogelijk plaats in 855, aangezien de Arabische bronnen de komst van een Byzantijnse vloot in Egypte melden. In 859 viel de Byzantijnse vloot de havenstad Farama aan. Ondanks deze successen ging de Saraceense piraterij in de Egeïsche Zee onverminderd door.
Aan Arabische zijde besefte men de kwetsbaarheid van Egypte. Gouverneur Anbasah begon onmiddellijk met een verdedigingslinie aan de kust, negen maand na het beleg was Damietta een versterkte stad.